# Aphelotoma affinis
Aphelotoma affinis là một loài côn trùng cánh màng trong họ Ampulicidae, thuộc chi Aphelotoma. Loài này được R. Turner miêu tả khoa học đầu tiên năm 1910.